# START (玉木宏のアルバム)
『START』（スタート）は、玉木宏の4枚目のアルバム。2011年6月22日にFar Eastern Tribe Recordsから発売された。

## 解説
玉木の約2年ぶりのアルバム。日本や台湾でヒットしたFREEや、東日本大震災で生まれた絆を思い作詞した「絆」が収録されている。

## 収録曲
1. ROCK SHOW [4:11]
作詞：Ooyagi Hiroo 作曲：Ooyagi Hiroo
2. Poker Face [5:21]
作詞:Sakai Mikio 作曲：Onagi Itsuki
3. FREE [3:57]
作詞：Tamaki Hiroshi　作曲：Kitaura Masaaka
4. Dear summer [3:36]
作詞・作曲：Tarantula・Paul Tarantula・Paul Drew・Greig Watts・Pete Barringer・Fransisca Balke
5. 仮想現実=Virtual Reality [5:38]
作詞：Tamaki Hiroshi　作曲：Kitaura Masaaka
6. Story of you [4:28]
作詞・作曲：NAO
7. 時には [5:25]
作詞・作曲：NAO
8. 明日へのドア [4:38]
作詞Tamaki Hiroshi 作曲：Oba Kosuke
9. Close to you [4:35]
作詞・作曲：Kenn Kato/Matthew Gerrald/william Charles
10. Burn it up  [3:42]
作詞・作曲：Tarantula & Kitaura Masataka
11. 絆 [4:48]
作詞: Tamaki Hiroshi 作曲：Shibaronbana